# Citrus swinglei
Espèce
Synonymes
Citrus swinglei, le kumquat malais, est une espèce de kumquat ; un type d'agrume du genre Citrus, famille des Rutacées. Il est décrit pour la première fois par Burkill et Harms en 1931,,.   
Citrus swinglei, de la péninsule Malaise où il est connu sous le nom de « tilleul de haie » (limau pagar ), possède des chromosomes de type E,. Il a une fine peau sur les fruits plus gros que tous les autres kumquats. 

## Synonymes
- Atalantia polyandra
- Citrus polyandra
- Fortunella polyandra
- Fortunella swinglei